# Gyros
|  | Aquest article tracta sobre el gènere d'arnes. Si cerqueu el plat grec, vegeu «pita giros». |

Gyros és un gènere d'arnes de la família Crambidae que inclou tres espècies: 
- Gyros atripennalis (Barnes & McDunnough, 1914)
- Gyros muirii (H. Edwards, 1881)
- Gyros powelli (Munroe, 1959)